# Cuphead Show!
The Cuphead Show! animirana je televizijska serija koju je Dave Wasson razvio za Netflix. Serija se temelji na videoigri Cuphead iz 2017. godine koju je objavio Studio MDHR. Chad i Jared Moldenhauer, tvorci Cupheada, su izvršni producenti, zajedno s Wassonom i CJ Kettlerom iz King Features Syndicatea, a Cosmo Segurson služi kao ko-izvršni producent.
U ožujku 2022. potvrđen je dolazak druge sezone za ljeto iste godine.
Serija prati nezgode impulzivnog Cupheada i njegovog opreznog brata Mugmana.

## Glasovna postava
| Lik                            | Engleska verzija      | Hrvatska verzija  |
| ------------------------------ | --------------------- | ----------------- |
| Cuphead                        | Tru Valentino         | Daniel Dizdar     |
| Mugman                         | Frank Todaro          | Nikola Dabac      |
| Jerry                          | Frank Todaro          |                   |
| Ms. Chalice                    | Grey Griffin          | Mima Karaula      |
| Elder Kettle                   | Joe Hanna             | Željko Šestić     |
| Sal Spudder                    | Joe Hanna             |                   |
| The Devil                      | Luke Millington-Drake | Nikola Marjanović |
| King Dice                      | Wayne Brady           | Goran Vrbanić     |
| Telephone                      | Dave Wasson           |                   |
| Henchman                       | Dave Wasson           | Gregor Klarić     |
| Ribby                          | Chris Wylde           | Gregor Klarić     |
| Porkrind                       | Cosmo Segurson        | Domagoj Šimek     |
| Chauncey Chantenay             | Cosmo Segurson        |                   |
| Croaks                         | Rick Zieff            |                   |
| Ollie Bulb, Jasper i Duke      | Jim Conroy            |                   |
| Baby Bottle                    | Cristina Milizia      |                   |
| Bowlboy                        | Keith Ferguson        |                   |
| Cherry and Brandywine Heirloom | Candi Milo            |                   |
| Quadratus                      | Gary Anthony Williams |                   |
| Stickler                       | Andrew Morgado        |                   |

### Dodatna glasovna postava
- Aleta Arbanas-Rendulić
- Dino More
- Ranko Tihomirović
- Krunoslav Klabučar
- Lovro Ivanković

### Hrvatska sinkronizacija
Studio: VSI-NET Croatia za Netflix Dubbing
Redatelj sinkronizacije: Ivan Mokrović
Prevoditelj: Kristina Đurić
Majstor zvuka: Gregor Klarić (sez.1). Željko Šprem (sez.2 i 3)
Mikser zvuka: Matija Tonković
Voditelj projekta: Zvjezdana Ravlić (sez.1), Mateja Radulović (sez.2 i 3) 

## Epizode
| Sezona | Epizode | Datum               |
| ------ | ------- | ------------------- |
| 1      | 12      | 18. veljače 2022.   |
| 2      | 13      | 19. kolovoza 2022.  |
| 3      | 11      | 18. studenoga 2022. |

### Sezona 1
| #  | Engleski naslov         | Hrvatski naslov            |
| -- | ----------------------- | -------------------------- |
| 1  | Carn-Evil               | Luna-pakao                 |
| 2  | Baby Bottle             | Bočica                     |
| 3  | Ribby & Croaks          | Ribby i Croaks             |
| 4  | Handle with Care        | Pozor: lomljivo            |
| 5  | Roll the Dice           | Baci kocku                 |
| 6  | Ghosts Ain't Real       | Duhovi ne postoje          |
| 7  | Root Packed             | Puštanje korijenja         |
| 8  | Sweater Off Dead        | Nevidljivi džemper         |
| 9  | Sweater Luck Text Time  | Ništa od džempera          |
| 10 | Dangerous Mugman        | Opasna faca                |
| 11 | Dirt Nap                | Posljednji počinak         |
| 12 | In Charm's Way (Part 1) | Zeznuta šarmerica (1. dio) |

### Sezona 2
| #  | Engleski naslov                | Hrvatski naslov             |
| -- | ------------------------------ | --------------------------- |
| 1  | Jailbroken (Part 2)            | Bijeg iz zatvora (2. dio)   |
| 2  | Charmed & Dangerous (Part 3)   | Šarmirani i opasni (3. dio) |
| 3  | A High Seas Adventure!         | Morska pustolovina          |
| 4  | Another Brother                | Drugi brat                  |
| 5  | Sweet Temptation               | Slatko iskušenje            |
| 6  | The I Scream Man               | Sladoledar                  |
| 7  | Piano Lesson                   | Tečaj klavira               |
| 8  | Release The Demons!            | Oslobodi demone!            |
| 9  | Dead Broke                     | Prazni džepovi              |
| 10 | Rats All, Folks                | Štakori nastupaju           |
| 11 | Say Cheese                     | Recite „ptičica”            |
| 12 | Lost In The Woods              | Izgubljeni u šumi           |
| 13 | The Devil's Pitchfork (Part 1) | Vražji trozubac (1. dio)    |

### Sezona 3
| #  | Engleski naslov                  | Hrvatski naslov              |
| -- | -------------------------------- | ---------------------------- |
| 1  | The Devil's Revenge! (Part 2)    | Vražja osveta! (2. dio)      |
| 2  | Don't Answer The Door            | Ne otvaraj vrata             |
| 3  | Cupstaged                        | Audicija                     |
| 4  | Roadkill                         | Pregažena životinja          |
| 5  | Holiday Tree-dition (Part 1)     | Božično drvce (1. dio)       |
| 6  | A Very Devil Christmas (Part 2)  | Vražji Božić (2. dio)        |
| 7  | Special Delivery (Part 1)        | Posebna dostava (1. dio)     |
| 8  | Down & Out                       | Kocka je bačena              |
| 9  | Joyride (Part 2)                 | Vožnja (2. dio)              |
| 10 | Dance With Danger (Part 3)       | Opasni ples (3. dio)         |
| 11 | The Devil & Ms. Chalice (Part 4) | Vrag i gđica Chalie (4. dio) |

## Produkcija
U srpnju 2019. godine Netflix je najavio The Cuphead Show!, animiranu seriju temeljenu na igri. Iako će serija biti usmjerena na publiku niske ciljanosti, Studio MDHR također je predvidio da će uključivati humor i gegove za uvažavanje odrasle publike. Serija će biti animirana, ali to neće biti učinjeno pedantno (poput videoigre) koristeći samo tradicionalne metode olovke i papira, jer bi predugo trajalo da se dovrši, ali će i dalje sadržavati ručno nacrtane likove i pokrete, uz pomoć digitalnog medija. Chad i Jared Moldenhauer iz Studija MDHR (programeri originalne igre) izvršno će producirati uz CJ Kettler iz King Features Syndicatea. Dave Wasson i Cosmo Segurson bit će ko-izvršni producenti, dok će Clay Morrow i Adam Paloian nadgledati redatelje.

### Emitiranje
Prva sezona trajala je dvanaest epizoda, a objavljena je 18. veljače 2022. godine. Prije izlaska prve sezone, 25. siječnja 2022. objavljeno je da je Netflix prethodno obnovio seriju za drugu i treću sezonu po izdanom nalogu od 48 epizoda, koji uključuje prvu sezonu.
U ožujku 2022. potvrđen je dolazak druge sezone za ljeto iste godine.